# Caldisphaeraceae
Famille
Genres de rang inférieur
- Caldisphaera

Les Caldisphaeraceae sont une famille d'archées de l'ordre des Acidilobales.